# Макс Фенгер
Макс Йоганнес Уітта Фенгер (нім. Max Johannes Whitta Fenger, нар. 7 серпня 2001, Гіммелев, Данія) — данський футболіст, нападник клубу «Оденсе».

## Ігрова кар'єра
Макс Фенгер починав грати в молодіжній команді «Роскілле», де відзначався високою результативністю. Завдяки цьому на нього звернули більш імениті клуби і влітку 2018 року Фенгер аідписав контракт з клубом «Оденсе», де також починав грати в молодіжній команді.
1 червня 2020 року у матчі чемпіонату країни проти «Ольборга» Фенгер провів свою першу гру на професійному рівні. У листопаді 2020 року нападник зазнав травми коліна, через яку змушений був пропустити пів року.
Сезон 2023 року Макс Фенгер провів в оренді у шведському «М'єльбю».

## Досягнення
Оденсе
- Фіналіст Кубка Данії: 2021/22[6]